# Traverse (oversteek)

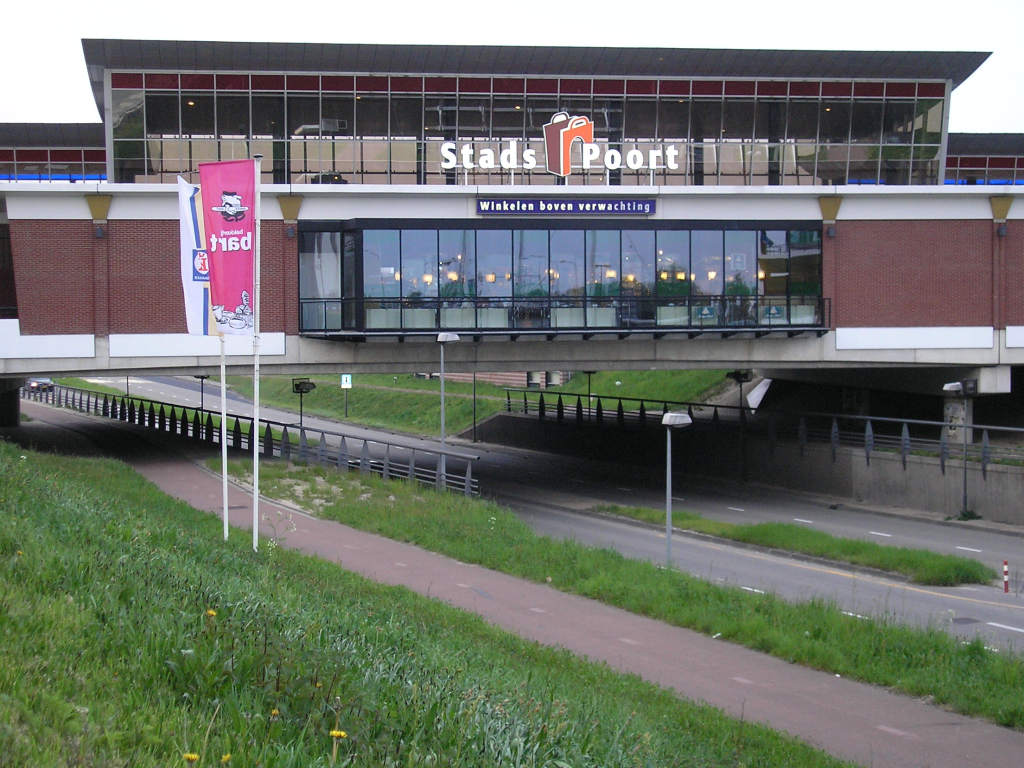
Traverse van winkelcentrum "Stads Poort" te Ede

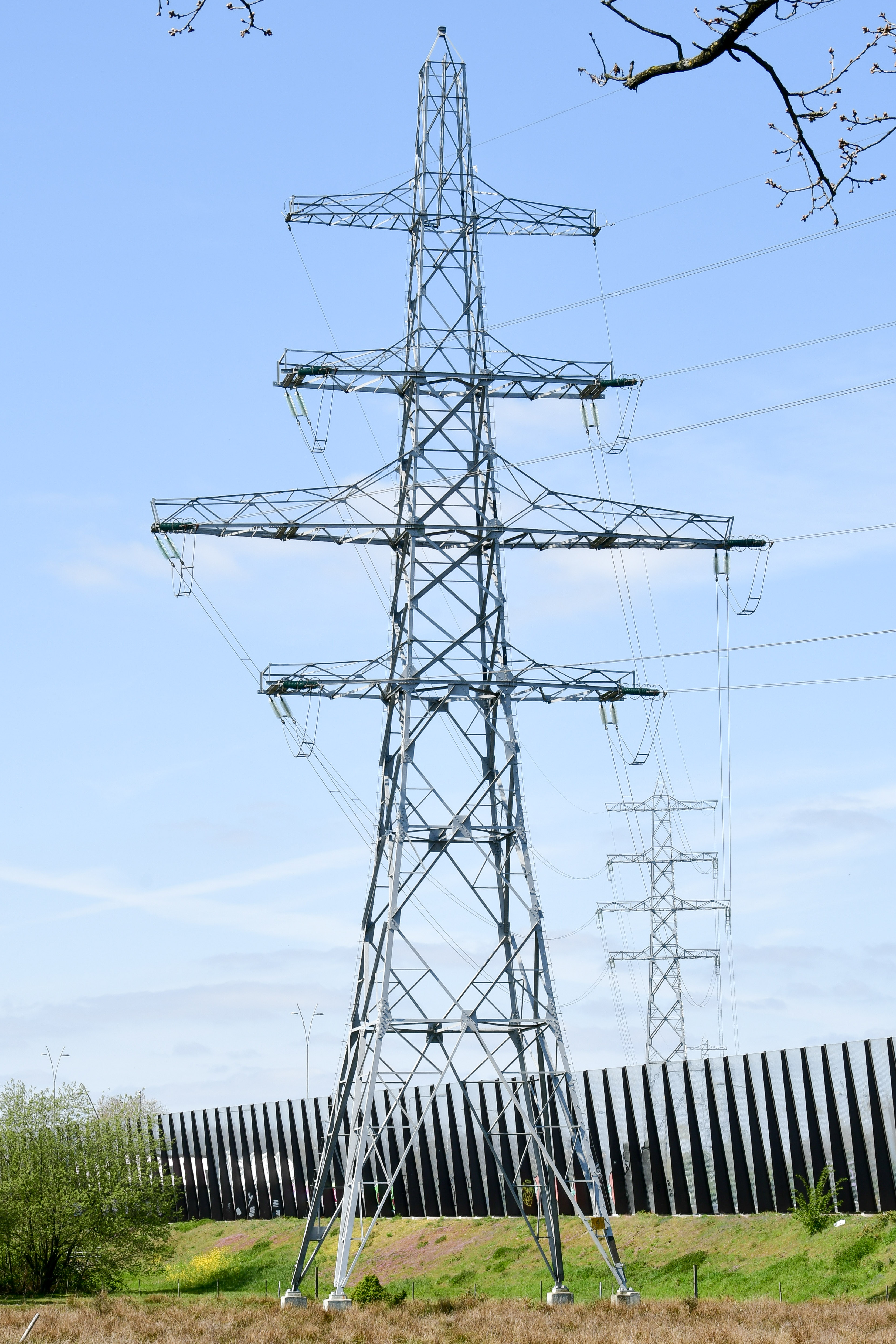
Hoogspanningsmast met vier traversen

Het woord traverse wordt in de Nederlandse taal voor een aantal zeer uiteenlopende zaken gebruikt. In de meest letterlijke betekenis is het een 'dwarsstap' of 'oversteek'. Het Franse woord traverse stamt uit 1596 met de betekenis 'wal loodrecht op de vuurlijn'.

## Voetgangersoversteek
De wellicht bekendste betekenis van traverse is die van een ongelijkvloerse voetgangersoversteek over een andere verkeersader (weg, spoor, water etc.) Om onderscheid te maken met een loopbrug wordt er pas van een traverse gesproken als het een wat grotere, bredere constructie betreft. Vaak is er plaats op de traverse voor winkels en dergelijke. Loopverbindingen op grote spoorwegstations zijn vaak als een traverse uitgevoerd. De Ponte Vecchio in Florence kan gezien worden als een van de oudste voorbeelden van een traverse. In Nederland komen we dit onder andere tegen bij Hoog Catharijne (Utrecht) en de Koopgoot (officieel Beurstraverse in Rotterdam).

## Provinciale weg
Onder mensen die zich bezighouden met ruimtelijke ordening wordt het woord traverse ook gebruikt om het traject van een doorgaande provinciale weg of andere grote verkeersader door de bebouwde kom van een dorp of stad aan te duiden. Zo spreekt men bijvoorbeeld van de "N761 traverse Witte Paarden" voor het traject van die weg door het dorp. Ook wordt in dit verband de term komtraverse (van bebouwde kom) wel gebruikt.

## Bergsport
In de bergsport wordt met een traverse een route of 'oversteek' aangeduid die min of meer horizontaal langs een (steile) berghelling of rots- dan wel ijswand loopt, of een enkele keer voor een oversteek door middel van een touwbrug of dergelijke. Ook wordt de term wel gebruikt voor een route die schuin (diagonaal) over een berghelling omhoog of omlaag loopt en het mogelijk maakt deze helling met minder inspanning of techniek te nemen dan nodig zou zijn voor een route die recht omhoog of omlaag leidt. In nog bredere zin kan er ook een totale trektocht — van mogelijk enkele dagen of weken — langs of om een heel bergmassief mee worden bedoeld, vooral als hiermee geen enorme klimpartijen gemoeid zijn en de gehele tocht zich binnen een bepaalde hoogtezone afspeelt.

## Constructies
Het woord traverse wordt bij de beschrijving van constructies in bijvoorbeeld de staalbouw of standbouw gebruikt als een dwarsbalk bedoeld wordt - dit gebruik is eigenlijk een germanisme, anglicisme of gallicisme.
Ook een dwarsconstructie aan een draagmast wordt traverse genoemd.